# Castillo de Mesocco
El Castillo de Mesocco (en italiano: Castello di Mesocco)  es un castillo en el municipio de Mesocco del cantón de los Grisones, en Suiza. Es un sitio patrimonial suizo de importancia nacional.
Las ruinas de Castello están entre las más grandes del cantón. Originalmente la sede de la familia noble von Sax, desde el siglo XII hasta el 1480 fue manejada por el señor de Misox / Mesocco. Desde 1480 hasta 1549 fue controlado por la familia Trivulzio.
A los pies del castillo se encuentra la Iglesia de Santa Maria al Castello. La iglesia fue mencionada por primera vez en 1219. Alberga varios frescos del taller de Seregnesi a partir de mediados del siglo XV.